# Катакомбная культурно-историческая общность
Катако́мбная культу́рно-истори́ческая о́бщность — этнокультурное объединение эпохи средней бронзы (XXV—XX вв. до н. э.), распространённое в степной и лесостепной полосе от Приуралья и Северного Кавказа до низовий Дуная. Была изначально выделена как археологическая культура в 1901—1903 гг. В. А. Городцовым.
Позднее исследователями были выделены локальные варианты, которые были выделены в самостоятельные археологические культуры. В научный оборот было введено понятие «катакомбная культурно-историческая общность». Представлена памятниками следующих катакомбных культур:
- раннекатакомбной (XXV—XXIII вв. до н. э.),
- донецкой (XXIII—XX вв. до н. э.),
- харьковско-воронежской или среднедонской (XXVIII/XXVII—XX вв. до н. э.),
- ингульской (XXVIII—XX вв. до н. э.).

## История исследования

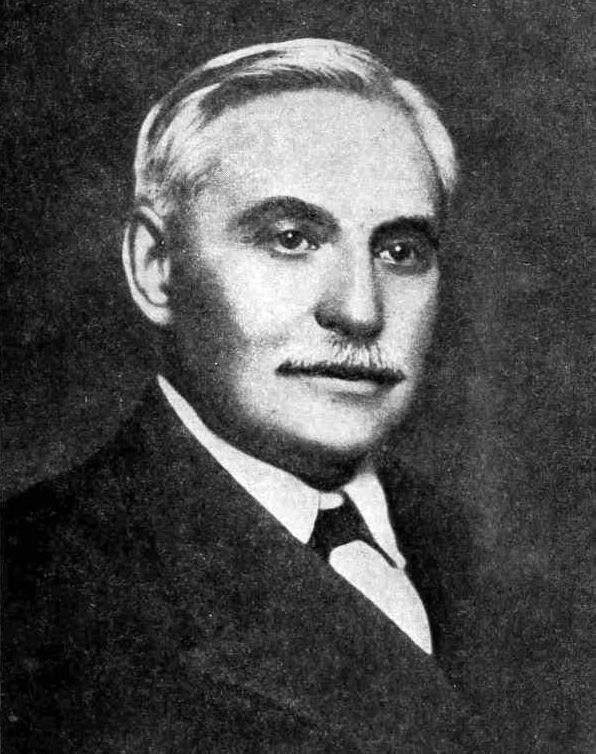
Василий Алексеевич Городцов (первооткрыватель катакомбной культуры)

Первооткрывателем катакомбной культуры является В. А. Городцов, который в 1901—1903 годах в процессе исследования курганных древностей Северского Донца обратил внимание на погребения в катакомбах — специфическое погребальное сооружение, состоящее из вертикального колодца (входной ямы), дромоса (проход в виде коридора) и погребальной камеры (место погребения). В соответствии с конструктивными особенностями погребального сооружения, выделенная им культура получила название катакомбной. Самые южные памятники известны в степях Крыма, а наиболее северные — около Курска и Ельца. Катакомбные поселения известны на Дону (около Ростова-на-Дону), Кибикинское близ Луганска, Терновское около Камышина на Волге и т. д. Позже исследователи обратили своё внимание на неоднородность катакомбных памятников на различных территориях, что способствовало выделению в 50-60-х годах XX века ряда локальных вариантов. С накоплением археологического материала создались предпосылки для осмысления локальных вариантов в качестве самостоятельных археологических культур единой катакомбной культурно-исторической общности, что в конечном итоге и было проделано в начале 70-х годов XX века исследователями Л. С. Клейном и О. Г. Шапошниковой.

## Происхождение катакомбной общности
Проблема происхождения катакомбной культуры (позднее катакомбной культурно-исторической общности) была поставлена в начале XX века В. А. Городцовым, почти сразу после открытия на Северском Донце подкурганных захоронений в катакомбах, но до сих пор остаётся дискуссионной. Исследователями обсуждаются автохтонная и миграционная теории происхождения племён катакомбной общности. Приверженцы автохтонной теории считают, что появление катакомбной общности следует связывать с дальнейшим развитием местного ямного населения. Сторонники миграционной теории высказывают мысль о том, что катакомбные племена восходят генетически к ямному, но возникают под сильным миграционным воздействием популяций Предкавказья.

### Раннекатакомбная культура
Понятие «раннекатакомбного времени» и «раннекатакомбной культуры» широко используются исследователями, хотя и не имеет чётко сформулированного статуса. В раннекатакомбное время в среде ямных племён распространяется обряд погребения в катакомбах, но эти изменения не сопровождаются сменой населения. На это указывают антропологические материалы и характер материальной культуры, которая всё ещё насыщена ямными чертами. Отмечается определённое сосуществование позднеямной и раннекатакомбной культур, с последующим доминированием последней.

## Тип хозяйства
Тип хозяйства носителей катакомбной культурно-исторической общности определялся экологическими условиями степной и лесостепной зон. Так, в степи укоренилось пастушеское или отгонное скотоводство кочевого типа, которое было основано на разведении крупного и мелкого рогатого скота. В лесостепи распространяется модель пастушеского или стойлового скотоводства с преобладанием в стаде крупного рогатого скота и свиней.
Зернотёрки свидетельствуют о мучной пище.

## Материальная культура
Для катакомбной культурно-исторической общности характерны родовые посёлки и невысокие (до 1 м) курганные могильники без кремации, катакомбное погребальное устройство, ритуальные керамические курильницы, орнамент в виде шнурового штампа, плоскодонные кубки, скорченное трупоположение на боку. В погребениях встречаются деревянные повозки. Керамический инвентарь несёт в себе элементы культур шаровидных амфор и шнуровой керамики Центральной и Восточной Европы. Глиняная посуда катакомбников отличается от примитивной и однообразной по форме посуды древнеямной культуры. Известны плоскодонные горшки с выпуклыми боками и зауженной шейкой, поверхность которых украшена орнаментом, нанесённым оттисками кручёной верёвки, зубчиками гребёнки или просто острым предметом. Мотивы орнамента — треугольники, зигзаги, но чаще встречаются круги и спирали, отражающие космические представления древних земледельцев о солнечном божестве и таинственных растительных началах, превращающих зёрна в стебли, которые в свою очередь рождают множество таких же зёрен.
На территории Донбасса располагался металлургический центр. Это подтверждают также находки в донецких катакомбных погребениях каменных колотушек, которые применялись для дробления руды перед промывкой и плавкой. В инвентаре катакомбной культуры представлены предметы из бронзы: листовидные ножи, топоры с проушинами, шилья и бронзовые украшения, но большинство орудий труда ещё делали из камня и кости. В бронзовом инвентаре катакомбной культуры прослеживаются северокавказские традиции, в самих катакомбах — влияние средиземноморского мира.
В дмитровском кургане № 6 в Запорожской области у входа в погребальную камеру была найдена деревянная повозка катакомбников с целиком сохранившимся колесом возрастом 5 тысяч лет. Двухколёсная повозка с сохранившимся колесом диаметром 0,6 м известна из катакомбного погребения «Тягунова Могила» (ок. 5 тыс. л. н.) в запорожском селе Марьевка. В погребальном комплексе Улан IV западноманычской катакомбной культуры в Ростовской области обнаружена четырёхколёсная повозка, изготовленная в XXIII веке до н. э. (более 4200 л. н.).

## Этническая принадлежность
Относительно этнической принадлежности носителей катакомбной культуры нет сколько-нибудь достоверных сведений. Автохтонная версия происхождения катакомбников выводит эту культуру из более ранней ямной культуры. Ямная культура в свою очередь отождествляется некоторыми исследователями с носителями предков индо-иранских языков.
Л. С. Клейн выдвинул гипотезу о том, что катакомбная общность представляла собой ранний этап культур-носителей индоарийских языков, соответственно, индоарии, начавшие миграции в Индию и другие регионы, являлись прямыми наследниками носителей катакомбной культуры. В то же время, в самой Индии собственно катакомбные захоронения не найдены, и причины изменения погребального обряда при сохранении других признаков Л. С. Клейну неизвестны. Однако, он считает, что в Ригведе есть упоминания и о катакомбном способе погребения: «Придет день, и меня положат в землю, как вкладывают перо в стрелу» (РВ Х, 18.16). Он считает, что это сравнение не подходит к обычному опусканию покойника в яму, а скорее имеет в виду его задвигание вбок — в катакомбу. О том же, по его мнению, говорит упоминание о «земляном доме» с «камнем-затычкой», запирающим вход (РВ V, 5.81; X, 18.4), — это типичная для катакомбных могил каменная пробка (забивка) входного отверстия в катакомбу.

## Антропология
Черепа катакомбной стадии выделяются брахикранией и более высоким сводом, чем в ямной культуре.
Мужские черепа характеризуются высокой мезокранной черепной коробкой, сильно профилированным широким лицом, широкими скулами, высоким переносьем, очень большим выступанием носовых костей. В степном Приднепровье выделяются три краниологических варианта:
- брахикранный — не находит аналогов эпохи бронзы
- мезокранный — обнаруживает отдалённое сходство с черепами Афанасьевской культуры Алтая
- долихокранный — сходен с группами культур Ноуа и Срубной[14]

В финале средней бронзы антропологический тип, характерный для катакомбников, практически исчезает, что может быть связано с катастрофическими изменениями климата.

## Палеогенетика
В 2014 году у представителей катакомбной культуры D1.11 (3720±70 л. н.) и D1.12 (3900±80 л. н.) определили митохондриальную гаплогруппу H, у R3.13 (3940±60 л. н.) — митохондриальную гаплогруппу U5.
У образца RISE552 (2849—2146 лет до н. э.) из местонахождения Улан IV в Ростовской области определена Y-хромосомная гаплогруппа I2a2a1b1b (L699, L703)>I2a2a1b1b1b-Y5669 и митохондриальная гаплогруппа T2a1a. У катакомбников RK4002 (2831—2489 лет до н. э.), RK4001 (2451—2203 лет до н. э.) из курганного могильника «Расшеватская-4» и SA6003 (2474—2211 лет до н. э.) из могильника Шарахалсун-6 в Ставропольском крае определили Y-хромосомную гаплогруппу R1b1a2 и митохондриальные гаплогруппы U4d3, U5a1i и U2e3a соответственно. У представителей катакомбной культуры определили непереносимость лактозы. Для двух катакомбников из курганов Ергенинской курганной группы близ посёлка Ергенинский в Калмыкии (XXV—XXIII века до нашей эры) анализ STR Y-хромосомы показал, что обе особи принадлежали к Y-хромосомной гаплогруппе R1b-M343. Анализ вариации митохондриальной ДНК показал, что образец K2P1 имел митохондриальную гаплогруппу H, а образец К4P5 — митохондриальную гаплогруппу N. У представителей среднедонской катакомбной культуры из могильника Ксизово 6 (Ксизово, Липецкая область) определили Y-хромосомные гаплогруппы R1b (NEO172), I2a (NEO175) и митохондриальные гаплогруппы U5a2b2 (n=2), U2e1'2'3, W6a.

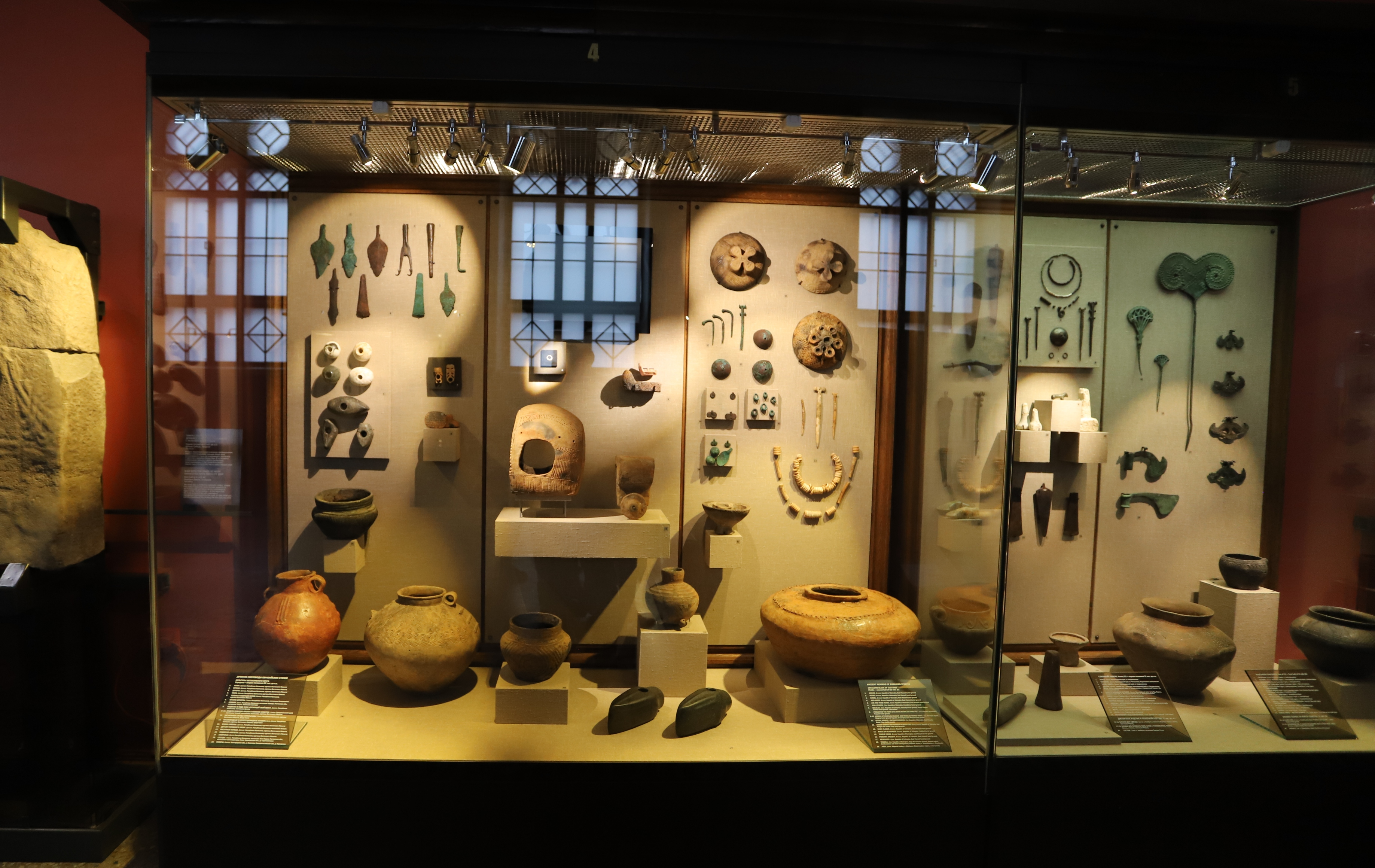
ГИМ. Древние скотоводы… Фото: Кекеев Э. А.

## Галерея
|  |  |  |  |  |